# Mlinski potok
Mlínski potok (tudi 11-mlinski potok, Enajstmlinski kanal) je desni pritok Mure na Apaškem polju, po nastanku umetni kanal (mlinščica), ki so ga že pred stoletji uredili za dovajanje vode iz Mure na mline in žage ob njem. Pri tem so dobro izkoristili nekdanjo suho strugo Mure, zaradi česar je ohranil izrazito vijugav tok. Pred drugo svetovno vojno je ob njem delovalo enajst mlinov in nekaj drugih manjših obratov, po vojni pa so mlini prenehali delovati in zanj ni nihče več skrbel. V 60. letih dvajsetega stoletja je voda prenehala teči po strugi, ta se je vse bolj zaraščala in tudi zasipala z raznimi odpadki. Šele po letu 2010 se je med prebivalci razširila zamisel o obnovitvi potoka, kar je privedlo do obnove struge in zapornice pri Vratji vasi, tako da je leta 2014 po obnovljeni strugi občasno spet začela teči voda. Od nekdaj enajstih mlinov so sedanji lastniki obnovili nekdanji Hötzlov mlin v Črncih, ki je bil nekoč največji na Apaškem polju, v katerem je zdaj proizvodni obrat.
V Segovcih bodo v obnovljenem večnamenskem domu postavili stalno muzejsko zbirko enajstih mlinov, ki so nekoč delovali ob potoku. Da bi pospešili obnovo in ureditev potoka, so avgusta 2016 ustanovili Civilno iniciativo za oživitev Enajstmlinskega kanala, ki ima med domačini veliko podporo.